# Winter Ave Zoli

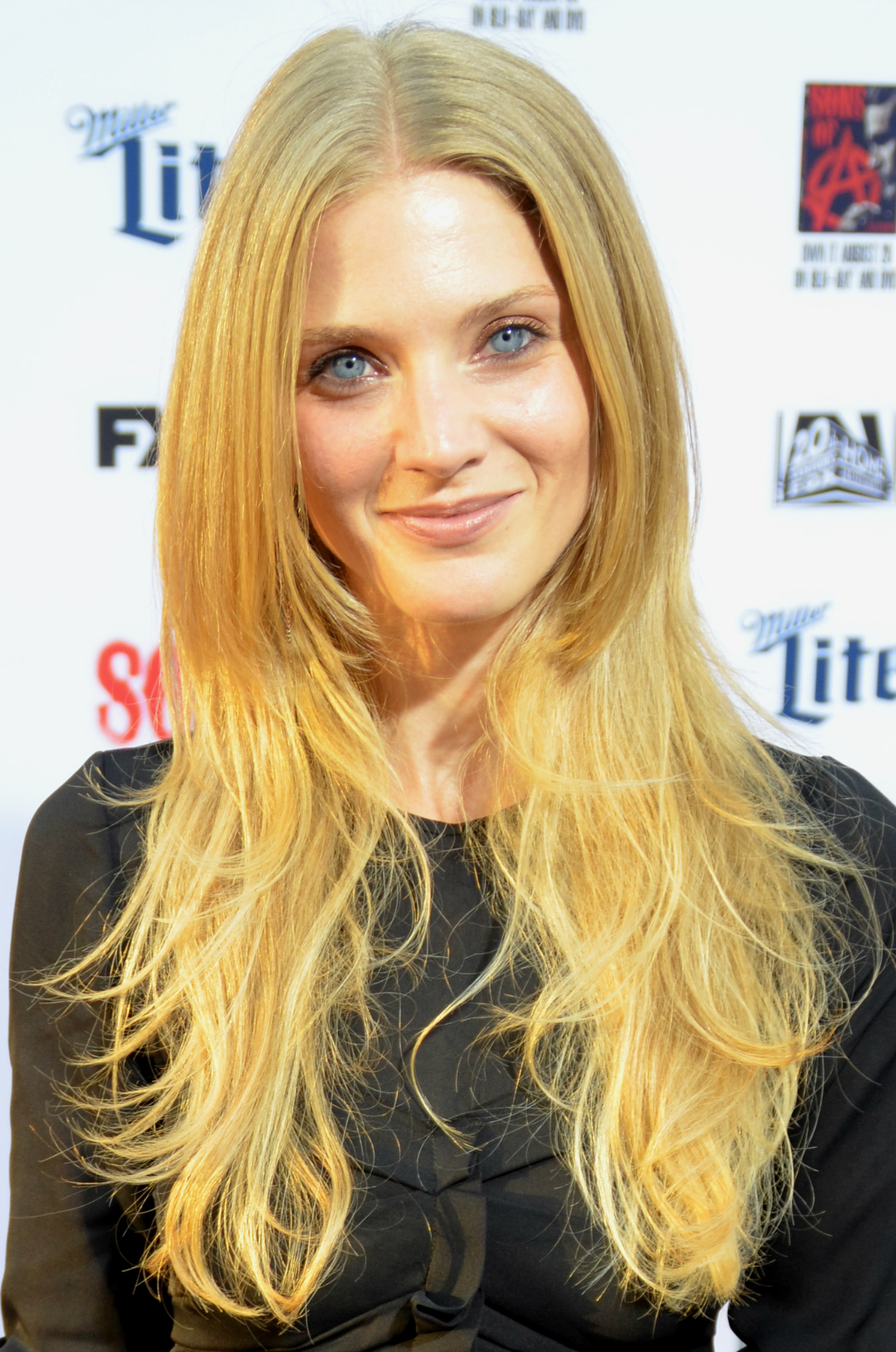
Winter Ave Zoli 2014

Winter Ave Zoli (* 30. März 1980 in New Hope, Pennsylvania) ist eine US-amerikanische Schauspielerin und ein Model. Bekannt wurde sie durch ihre Rolle als Lyla in der Fernsehserie Sons of Anarchy.

## Leben
Winter Ave Zoli wurde als Tochter von Richard und Sue Uhlarik in New Hope, Pennsylvania, geboren. Sie ist teilweise tschechoslowakischer Abstammung.
Im Alter von elf Jahren zog sie mit ihrer Familie nach Prag. Sie besuchte die International School of Prague und studierte Ballett, entdeckte jedoch schnell ihre Begeisterung für die Schauspielerei. Mit 13 Jahren begann sie professionell zu schauspielern und bekam Rollen in europäischen und amerikanischen Produktionen. Mit 17 besuchte sie das Theaterprogramm der Carnegie Mellon-Sommerschule und mit 19 schrieb sie sich in der Atlantic Theater Company Schauspielschule in New York ein.
Seit 1999 übernahm sie kleinere Rollen in Film- und Fernsehproduktionen. Nach Abschluss des professionellen Programms ging Winter nach Los Angeles. 2007 wirkte sie in dem Film Sex and Death 101 als Alexis, die Fast-Food-Diva mit. Sie erhielt die Hauptrolle in dem Film Pagan Queen – Die Königin der Barbaren von 2009. Winter gewann weitere Bekanntheit mit ihrer Hauptrolle als Lyla der Fernsehserie Sons of Anarchy. Sie posierte nackt im Playboy-Magazin Ausgabe März 2011 und kommentierte darin „Nacktheit ist kein Problem“.
Zoli lebt in Los Angeles.

## Filmografie (Auswahl)
- 1999: The Scarlet Pimpernel (Fernsehserie, 1 Folge)
- 1999: Makellos (Flawless)
- 2002: Bad Company – Die Welt ist in guten Händen (Bad Company)
- 2004: Der Prinz & ich (The Prince & Me)
- 2004: Hellboy
- 2005: Revelations (Fernsehserie, 4 Folgen)
- 2006: Tristan & Isolde (Tristan + Isolde)
- 2006: The Oh in Ohio
- 2007: Sex and Death 101
- 2008: Reservations
- 2009: Psych 9
- 2009: Pagan Queen – Die Königin der Barbaren (The Pagan Queen)
- 2009–2014: Sons of Anarchy (Fernsehserie, 41 Folgen)
- 2011: Chaos (Fernsehserie, 1 Folge)
- 2012: Perception (Fernsehserie, 1 Folge)
- 2012: Bad Ass
- 2012: Sterne in Shorts
- 2014: Cat Run 2
- 2015: Legends (Fernsehserie, 10 Folgen)
- 2016: Deserted
- 2016: Spaceman
- 2017–2018: Bosch (Fernsehserie, 13 Folgen)
- 2022: Father Stu
- 2022: Pfad der Vergeltung (Savage Salvation)